# Fußballverband Niederrhein
Der Fußballverband Niederrhein (FVN) ist die Dachorganisation von 1.130 Fußballvereinen mit 438.097 Mitgliedern und 7.811 Mannschaften (Stand 2023). Der FVN wurde im Januar 1947 gegründet und gehört zu den 21 Landesverbänden des DFB sowie zum Westdeutschen Fußballverband. Sitz des FVN ist Duisburg, an der Spitze des Verbandes steht seit 2013 Peter Frymuth als Präsident. Die bekanntesten Vereine im Fußballverband Niederrhein sind Borussia Mönchengladbach, Fortuna Düsseldorf, der MSV Duisburg, der KFC Uerdingen 05, der Wuppertaler SV, Rot-Weiß Oberhausen und Rot-Weiss Essen sowie die ehemaligen Profivereine Schwarz-Weiß Essen, 1. FC Bocholt, SG Union Solingen und der FC Remscheid. Das Gebiet des FVN deckt den Regierungsbezirk Düsseldorf und den Stadtkreis Bottrop sowie im Kreis Borken die Städte Isselburg, Bocholt und Rhede, im Oberbergischen Kreis die Städte Hückeswagen und Radevormwald, im Rheinisch-Bergischen Kreis die Städte Burscheid, Leichlingen und Wermelskirchen und die Stadtteile Bergisch Neukirchen, Lützenkirchen, Opladen und Quettingen der Stadt Leverkusen ab.

## Geschichte
Der Fußballverband Niederrhein e. V. (FVN) wurde am 18. Januar 1947 von 175 stimmberechtigten Delegierten im großen Saal der Henkel-Werke in Düsseldorf gegründet. Damals gehörten dem FVN bereits rund 500 Vereine und 100.000 Mitglieder an, die durch den Verband wieder zu einem geregelten Spielbetrieb fanden und oft unter großer Anteilnahme der Bevölkerung Meisterschaften ausspielten.
Unter der Leitung seiner Vorsitzenden Arthur Weber, Albert Luberichs, Michel Berchem, Theo Janßen, Ludwig Bernsmann, Wilhelm Haneke, Walter Hützen und Peter Frymuth nahm der Fußballverband Niederrhein e. V. fortan eine so positive Entwicklung, dass er heute zu den modernsten und innovativsten Fußballverbänden im DFB gehört und mit 1.234 Klubs und 400.988 Mitgliedern der sechstgrößte von 21 DFB-Landesverbänden ist.
Als die Zersplitterung mehr und mehr droht, finden sich beide Lager am 25. Mai 1946 zu einer Sitzung im Rheinbahnhaus/Düsseldorf ein. Ein „Zwölferausschuss“ (Weber, Figge, Schleisiek, Werner, Pegels, Schlösser, Heisterkamp, Thielemann, Schumacher, Hülsken, Jackfeld und Müller) wird gebildet, der beschließt, die Gegensätze zu begraben und die „Interessengemeinschaft Fußball Niederrhein“ zu gründen. Mit der Einteilung des Spielverkehrs, wobei die Stadtmeisterschaften als Grundlage dienen, und der Aufteilung in die vier Bezirke Berg-Mark, Linker Niederrhein, Rechter Niederrhein und Ruhr schafft die Gemeinschaft kurz darauf eine wichtige Basis für die spätere Gründung des FVN.
Schließlich starten am 15. September 1946 in allen Bezirken, die zudem in vierzehn Fußballkreise unterteilt sind, die Meisterschaftsspiele. Drei Monate später, am 14. Dezember 1946, fassen 36 Kreisfußballobleute im Essener Kaiserhof den Beschluss, einen Verbandstag abzuhalten.

### Gründung
Am 18. Januar 1947 trafen sich im großen Saal der Henkel-Werke in Düsseldorf 175 stimmberechtigte Delegierte und gründen den Fußballverband Niederrhein e. V. Der erste FVN-Vorstand setzt sich aus Artur Weber (1. Vorsitzender), Fritz Schoof (2. Vorsitzender und Schatzmeister), Heinrich Werner (3. Vorsitzender) sowie Alfred Kühn und Artur Schleisiek (Beisitzer) zusammen. Der FVN umfasst bereits 500 Vereine und rund 100.000 Mitglieder.
Kurz darauf findet bereits die erste Jugendleitertagung des Verbandes statt: Fritz Merkelbach wird am 1. Februar 1947 zum Jugendobmann gewählt. Sein achtköpfiger Ausschuss leistet sofort Pionierarbeit, in dem er in Jugendherbergen Schulungen für Vereinsjugendleiter und Jugendliche organisiert.
Am 18. März 1947 wird mit Mathias Schumacher ein hauptamtlicher Geschäftsführer verpflichtet, der seine Tätigkeit zunächst im Essener Deutschlandhaus, ab August 1947 dann aber in den größeren Räumlichkeiten des Oberhausener Polizeipräsidiums am Friedensplatz aufnimmt. Innerhalb kürzester Zeit schafft es die Geschäftsstelle, etwa 60.000 dreiteilige Meldekarten sowie 20.000 Pässe zu bearbeiten. So kann der Spielbetrieb schnell in normale Bahnen gelenkt werden.
Monate zuvor findet bereits das erste Repräsentativspiel statt: In Rheydt feiert der FVN am 29. Juni 1947 einen deutlichen 5:1-Erfolg gegen Südwest.
Am 4. Juli 1947 wird der neue Verband auch formell von der britischen Militärregierung genehmigt und kann von diesem Zeitpunkt an offiziell unter seinem Namen tätig sein. Die erste Satzung erscheint am 25. August 1947. Als oberste Spielklasse fungiert die Oberliga West, die am 14. September ihren Spielbetrieb aufnimmt. Den Unterbau bilden drei Verbands- und vier Bezirksligen.
Am 11. November 1947 erscheinen erstmals die Amtlichen Mitteilungen: Inhalte sind Fußballregeln, Satzungen, Verwaltungsordnungen und ein Anschriftenverzeichnis der Vereine und Gremien. Ende des Jahres zählt der FVN schon 135.000 Mitglieder.

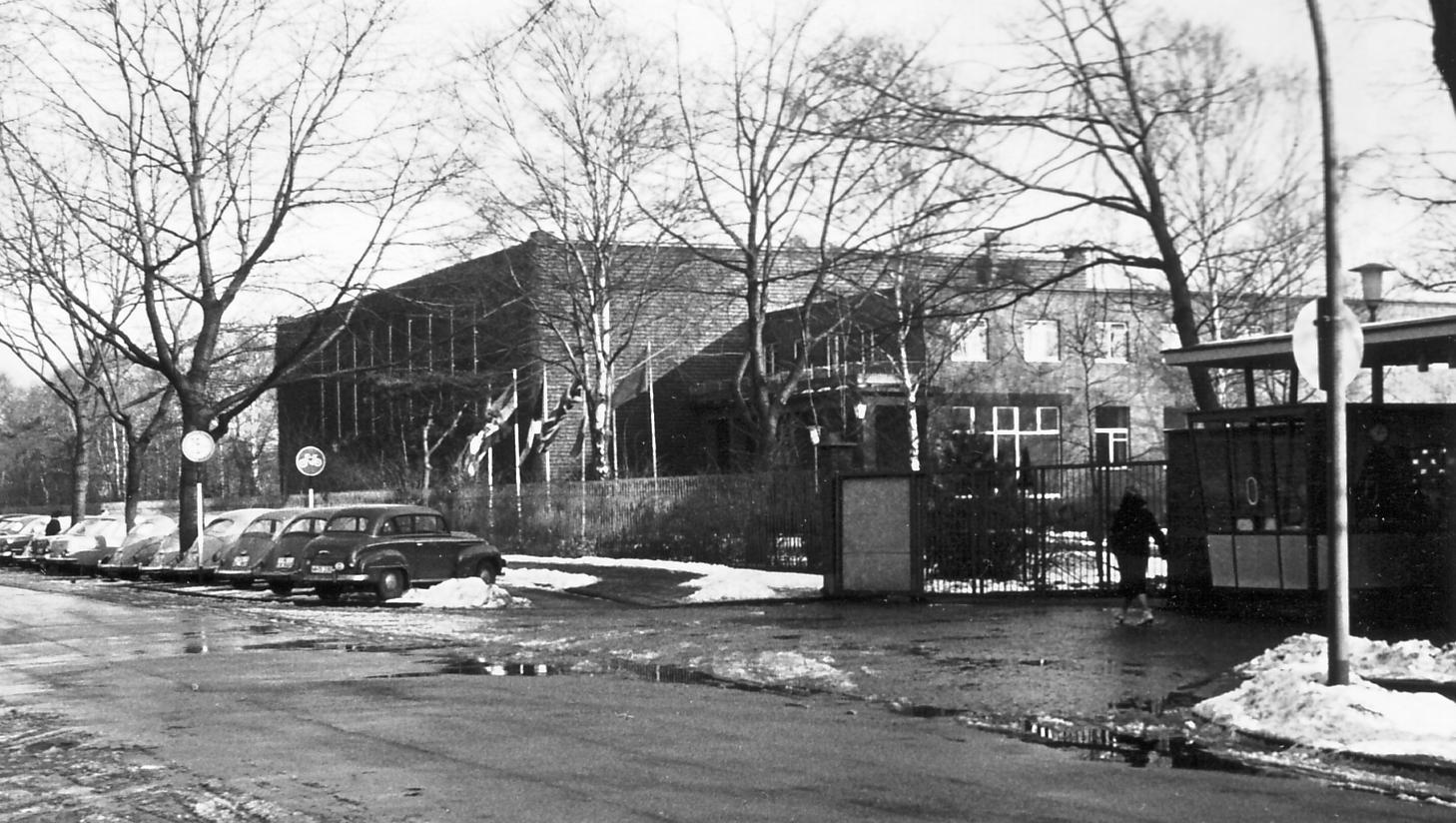
WFV-Heim im Februar 1962, heute Sportschule Wedau

Als Rechtsnachfolger des Westdeutschen Spielverbandes (WSV) wird am 20. November 1948 in Wuppertal der Westdeutsche Fußballverband (WFV) gegründet. Im WFV-Vorstand sind Artur Weber (stellvertr. Vorsitzender), Heinz Ströhlein (Schatzmeister), Albert Luberichs (Spruchkammer-Vors.), Hans Körfer und Alfred Ney (Fußballausschuss), Fritz Krämer (Jugendausschuss) sowie Michel Berchem, Jacob Pegels, Gustav Lüngen und Hermann Müller (Verbands-Beirat) vertreten. Das frühere WSV-Heim in Duisburg-Wedau geht damit in die Verwaltung des WFV über und wird zur Organisationsstätte des westdeutschen Dachverbandes, der die Spiele der Oberliga von nun an unter seiner Regie durchführt.
Am 7. Dezember 1948 wird dem WFV, der zu dieser Zeit über eine Million Mitglieder verfügt, die Lizenz zur Abhaltung von Fußballwetten erteilt. Den drei Westverbänden stehen damit endlich Mittel in Aussicht, mit denen die dringendsten Aufgaben bewältigt werden können.
Dazu zählt vor allem die Jugendarbeit, für die der WFV am 16./17. Oktober 1948 in Solingen eine einheitliche Ordnung festlegt. Am Niederrhein spielen bereits 40.000 Jugendliche Fußball. Für sie organisiert der FVN 1948 20 Zeltlager. Zusätzlich werden insgesamt 6.000 Sporthosen bereitgestellt.

### Aufnahme der Tätigkeit
Der Westdeutsche Toto startet am 16. Januar 1949 und leitet „goldene Zeiten“ für die beteiligten Verbände ein: Die Mittel für die Jugendarbeit schnellen von 5.000 DM im Vorjahr auf 110.000 DM im Jahre 1949 hoch. Zahlreiche Jugendlehrgänge unter Dettmar Cramer in der Duisburger Wedau, 30 Zeltlager sowie ein halbes Dutzend Kulturtage für die Jugend können deshalb durchgeführt werden. Hans Körfer, der Heinrich Werner als Fußballobmann des Verbandes ablöst, ist am 25. Juni 1949 maßgeblich daran beteiligt, dass der WFV auf einem außerordentlichen Verbandstag den Vertragsspieler- und Amateurstatus sowie den bezahlten Fußballer in den obersten Spielklassen einführt. Bald darauf wird er Vorsitzender des Spielausschusses im DFB, der im Juli 1949 seine Wiederbegründung feiert. Der WFV führt die II. Liga West zur Saison 1949/50 ein. Der Schiedsrichterausschuss, seit Februar 1949 von Carl Nettesheim geführt, verbucht in der Saison 1948/49 bereits 14.000 Spielleitungen. Bei einem Länderpokalspiel in Leipzig unterliegt die Niederrheinauswahl von Willibald Kreß Sachsen vor 60.000 Zuschauern mit 1:2 Toren.
Die Totomittel steigen weiter an. Dies führt dazu, dass der FVN am 20. Juni 1950 eine Summe von 1.406.750 DM an seine Vereine ausschütten kann. Auf dem Verbandstag am 22. Juli 1950 wird Albert Luberichs zum neuen Vorsitzenden des Fußballverbandes Niederrhein e. V. gewählt.
Aus Kostengründen baut der Verband am 3. Januar 1951 50 % seiner Instanzen ab. Die Mitgliederzahl des FVN ist auf 160.000 angewachsen. Die Betreuung der ca. 45.000 Jugendlichen wird intensiver, macht aber auch deutlich, dass es an festen Zentren für die Kreisjugendarbeit fehlt. Der Vorstand reagiert und baut mit Hilfe der Totomittel in den nächsten sieben Jahren insgesamt dreizehn Kreisjugendheime in Wuppertal-Barmen, Essen-Rellinghausen, Rhede, Rheinberg, Oberhausen-Osterfeld, Mönchengladbach, Lobberich, Düsseldorf-Grafenberg, Duisburg-Hamborn, Grevenbroich, Wesel, Neuss-Weißenberg und Kevelaer. Acht weitere folgen.
Eine weitere sinnvolle Baumaßnahme schließt sich an: Der Beirat segnet am 27. März 1951 die Baupläne für das „Haus Niederrhein“ in Düsseldorf ab. Aber auch die sportliche Aufbauarbeit des Verbandes trägt Früchte, denn die Auswahl des FV Niederrhein gewinnt am 3. Mai 1951 in Berlin erstmals den Länderpokal: Im Olympiastadion sehen dabei 40.000 Zuschauer den 5:4-Erfolg n. V. gegen Berlin.
Im Februar des Jahres siedelt die Verbandsgeschäftsstelle aus ihrem notdürftigen Oberhausener Quartier nach Düsseldorf um und bezieht dort das „Haus Niederrhein“. Der SC Cronenberg erreicht das Endspiel um die deutsche Amateurmeisterschaft, unterliegt aber im Mai 1952 dem VfR Schwenningen vor über 80.000 Zuschauern im Ludwigshafener Stadion mit 2:5 Toren.
Der FVN-Vorstand fasst den Beschluss, ein 20.000 m² großes Gelände an der Aggertalsperre zu erwerben, um für die Jugend ein kleines Ferienparadies zu schaffen. Der kleine Ort Deitenbach wird bereits zwischen Juni und September von sechshundert Jugendlichen in Beschlag genommen.
Äußerst aktiv zeigt sich der Verband in diesem Jahr auch im Bereich der Aus- und Fortbildung: Bei insgesamt 149 Lehrgängen für Jugendleiter, Übungsleiter, Kulturwarte, Jung-Schiedsrichter und Jugendliche zählt man über 8000 Teilnehmer. Für talentierte Jugendfußballer finden weitere 80 Lehrgänge in der WFV-Sportschule statt.
Rot-Weiss Essen gewinnt 1953 den DFB-Pokal, während der Homberger SV das Finale um die deutsche Amateurmeisterschaft verliert.
In Wuppertal und Essen werden die ersten Kreisjugendheime nutzbar: Ein großer Saal, ein Raum für Spiele, ein Schreib- und Lesezimmer, ein Sitzungsraum sowie ein Zimmer, das als Geschäftsstelle benutzt werden kann, gehören zur Standardausrüstung.
Der Verbandstag des Fußballverbandes Niederrhein e. V. am 12. Juni 1954 in Düsseldorf spricht dem alten und damit neuen Vorstand sein volles Vertrauen aus. Zur Intensivierung der Schulungsarbeit werden zwei Sportlehrer eingestellt.
Am 11. Juni 1955 fasst der WFV-Verbandstag den Beschluss, die II. Liga West als Auffangbecken der Oberliga West aufzulösen und diese Klasse durch eine Amateur-Verbandsliga zu ersetzen.
Fünfzehn Tage später gewinnt Rot-Weiss Essen in Hannover durch einen 4:3-Erfolg gegen den 1. FC Kaiserslautern die deutsche Meisterschaft. Eine Satzungsänderung bezüglich der Gemeinnützigkeit bringt steuerliche Vorteile für den FVN.
Die Unterstützung der Vereine durch den Verband setzt sich weiter fort: Aus dem Totoaufkommen vergibt der FVN zweckgebundene Zuschüsse, die im Verhältnis zur Anzahl der spielenden Mannschaften ausgeschüttet werden. Notwendige Anschaffungen können so getätigt werden.
Das DFB-Bundesgericht erklärt den Beschluss des WFV-Verbandstages, die II. Liga West aufzulösen, für rechtswidrig. Dieser setzt die Einführung einer Amateur-Spitzenklasse später in namentlicher Abstimmung durch.
Albert Luberichs übernimmt mit Wirkung vom 2. Februar 1957 eine hauptverantwortliche Tätigkeit bei West-Toto und muss dadurch seine sportlichen Ämter niederlegen. An seine Stelle tritt kommissarisch der 2. Vorsitzende Michel Berchem. Der VfL Benrath (Düsseldorfer Stadtteil) gewinnt die deutsche Amateurmeisterschaft durch einen 4:2-Sieg über Alemannia 90 Berlin.
Zum zweiten Male sichert sich der Fußballverband Niederrhein e. V. den DFB-Länderpokal: In Hannover werden die Niedersachsen am 31. Mai 1958 mit 2:0 besiegt. Theo Janssen löst Michel Berchem als Vorsitzender ab. Mit Fritz Matzke gehört erstmals ein VFO dem FVN-Vorstand an.

### 1960er
Borussia Mönchengladbach gewinnt 1960 erstmals den DFB-Pokal.
Das Land NRW und der LSB NRW starten 1961 das Programm „Aktion Vereinshilfe“, um die akute Übungsleiter-Not in den Vereinen zu verringern. Der FVN forciert daraufhin seine Bemühungen in diesem Bereich und führt Kurzlehrgänge zur Erlangung der C-Lizenz durch. Willi Steinbrecher löst Fritz Krämer ab und wird VJO.
Der Jugendausschuss des FVN führt 1962 erstmals einen Fußball-Lehrgang für Lehrer durch. Der DSB führt 1964 mit dem F-Schein einen eigenen Übungsleiterausweis ein, der auch im Gebiet des WFV Anwendung findet. Dieter Engelmann und Karl-Heinz Müller treten als Verbandssportlehrer in die Dienste des FVN ein.
Der FVN-Beirat beschließt am 23. Januar 1965 erstmals einen Strafenkatalog gegen Vereine, der bei Nichterfüllung des SR-Solls greift. VSO Albert Lanzloth rückt in den Vorstand auf. Der FVN bringt aus Totomitteln, die erstmals rückläufig sind, DM 1 Mio. für die sachgerechte Ausstattung von Sportanlagen auf. In Deitenbach wird ein weiteres Grundstück von 8000 m² erworben und zu einem Schülerfußballplatz umgestaltet. Wilhelm Haneke wird 2. Vorsitzender.
Unter der Leitung des 3. Vorsitzenden Horst Schorn reist die Niederrheinauswahl 1966 in den Nahen Osten. Stationen und Spiele in Nikosia, Damaskus, Aleppo, Bagdad und Beirut führen zu einem für alle unvergessenen Erlebnis.
Der 1965 erhobene SR-Strafenkatalog wird nach zwischenzeitlichen Zugewinnen 1968 bei den Spielleitern wieder aufgehoben. Der VfB Marathon Remscheid wird Deutscher Amateurmeister.

### Bundesliga
Die Bundesliga startet am 24. August 1963. Der MSV als Niederrhein-Gründungsmitglied belegt am Ende Platz zwei. Ludwig Bernsmann wird neuer FVN-Vorsitzender. Ernst Platte übernimmt von Mathias Schumacher das Amt des Geschäftsführers.

### 1970er
Borussia Mönchengladbach wird 1970 erstmals Deutscher Fußballmeister.
Durch die A-Junioren-Niederrheinliga gibt es 1971 erstmals eine Konzentration der stärksten Jugendmannschaften in einer kreisübergreifenden Spielklasse. in Deitenbach beginnt die Umrüstung von Zelten auf Nur-Dach-Häuser. In Duisburg-Hamborn und Rhede werden die ersten Kreisjugendheime wieder verkauft. Borussia Mönchengladbach verteidigt den Meistertitel.
Der FVN feiert 1972 sein 25-jähriges Bestehen und hat zu diesem Zeitpunkt 700 Vereine und 196.000 Mitglieder.
Der FVN-Verbandstag wählt 1973 Willi Haneke zum neuen Vorsitzenden. Erstmals wird ein Lehrausschuss gebildet, der von nun an die Planung und Koordinierung des gesamten Lehrwesens übernimmt. In einem denkwürdigen DFB-Pokalfinale im neuen Düsseldorfer Rheinstadion gewinnt Borussia Mönchengladbach gegen den 1. FC Köln mit 2:1 Toren n. V. Auf Einladung des Auswärtigen Amtes begibt sich die Niederrheinauswahl auf eine Gastspielreise nach Afrika, wo Spiele in Kenia (3:1), Tansania (0:2), Ruanda (2:0) und im Sudan (1:1) vor jeweils über 20.000 Zuschauern ausgetragen werden.
1974
Der FVN beschließt die Ausweitung der Bildungsarbeit, um die Situation der Mitarbeiter in den Vereinen zu verbessern. Ursula Decker wird erste Frauenwartin des FVN. Zusätzliche Wasch- und Duschgelegenheiten sowie das Freizeitheim 2 mit Hallenbad verbessern das Freizeitlager an der Aggertalsperre. Die FVN-B-Juniorenauswahl wird Deutscher Meister. Ulrich Gaißmayer übernimmt den Bereich „Öffentlichkeitsarbeit“.
1975
Unter Willi Haneke strebt der FVN die Teams Übernahme der WFV-Sportschule mit dem Ziel des Ausbaus zu einem Landes- und Bundesleistungszentrum an. Der Verteilungsschlüssel für die Totomittel wird erstmals nach der Mitgliedsstärke bemessen. Die Altersgrenze im Jugendfußball fällt unter acht Jahre. Das Leistungsprinzip bei den Schiedsrichtern wird bis zur Kreisklasse ausgeweitet. Borussia Mönchengladbach wird erneut Deutscher Meister.
1976
In einem Freundschaftsspiel gegen Westfalen tritt erstmals eine Frauenauswahl des Niederrheins zu einem Vergleich an. Wieder wird Borussia Mönchengladbach unter Udo Lattek Meister.
1977
Dem FVN sind nun 255.000 Mitglieder angeschlossen. Der Verband öffnet sich nun auch dem Freizeit- und Breitensport: Josef Bowinkelmann wird am 13. Juni zum Beauftragten für dieses Arbeitsfeld berufen. Für den Jugendbereich werden eigene Rechtsinstanzen geschaffen. Borussia Mönchengladbach schafft unter Udo Lattek den Hattrick. Fortuna Düsseldorf wird Deutscher Amateurmeister und die A-Jugend des MSV Duisburg sogar Deutscher Meister.
1978
Die Sportschule Wedau geht am 1. Januar per Überlassungsvereinbarung in die Verwaltung des FVN über. Der Betriebssportverband Niederrhein e. V. (BSVN) wird am 1. Oktober Mitglied des Verbandes, der 586 neue Betriebssportgemeinschaften und 25.000 neue Mitglieder begrüßen kann. Die Oberliga Nordrhein geht in ihre erste Saison. Der FVN bemüht sich weiter um die Gewinnung neuer Mitarbeiter, die Aus- und Fortbildung und die Verbesserung der finanziellen Situation. Ein neuer Lizenzlehrgang für Jugendleiter (120 Std.) startet. Am 1. Turnier für Freizeitmannschaften nehmen 200 die Teams teil. Borussia Mönchengladbach verpasst punktgleich, trotz eines 12:0 (Bundesligarekord) gegen Borussia Dortmund, die sechste deutsche Meisterschaft. Es wäre die vierte in Folge gewesen, was bis heute noch keine Mannschaft geschafft hat. Die A-Junioren des MSV Duisburg verteidigen ihren Meistertitel.
1979
Am 3. September beginnt der Ausbau der Sportschule Wedau: Die Errichtung eines neuen und der Umbau des alten Unterkunftsgebäudes ist das Ziel. Gemeinsam mit der Sepp-Herberger-Stiftung führt der FVN in JVAs Fördermaßnahmen durch, wobei Bälle, Trikots und Fußballschuhe verteilt werden. Ein Satzungs-Ausschuss wird berufen: Vorsitzender ist Hans Aholt. Die Schülerauswahl des Niederrheins gewinnt das DFB-Turnier in der Sportschule Wedau. Erstmals wird eine Fußball-Meisterschaftsrunde und eine Pokalrunde für Mädchen ausgetragen. Fortuna Düsseldorf gewinnt den DFB-Pokal.

### 1980er
Am 3. November 1980 feiert Wedau Richtfest: Rund um den Wohnturm versammelt sich viel Prominenz, darunter DSB-Präsident Willi Weyer, der WFV-Vorsitzende Fritz Klein und Willi Haneke. Der DFB-Pokalsieger heißt wieder Fortuna Düsseldorf.
1981
Der neue Wohnturm wird am 30. Juni 1981 seiner Bestimmung übergeben. Walter Hützen wird Beisitzer im FVN-Vorstand. NRW-Sportfördermittel fließen nur noch geringer.
1982
Eine Ergänzungsvereinbarung mit dem BSVN regelt die Problematik „Doppelspieler“. In Willich findet der erste „Sepp-Herberger-Tag“ statt. Schiedsrichter Gerd Hennig tritt nach 65 internationalen Einsätzen wegen des Erreichens der Altersgrenze ab. Die FVN-Damenmannschaft gewinnt den DFB-Länderpokal. Die Einkünfte aus dem Fußball-Toto sinken merklich. Für Hobbymannschaften findet ein großes Turnier in Wedau statt.
1983
Als Breitensport-Beauftragter rückt Josef Bowinkelmann in den Vorstand auf, der zudem um Ulrich Gaißmayer (Pressewart) und Geschäftsführer Ernst Platte erweitert wird. Inge Demski wird Nachfolgerin von Magda Martin und führt den Ausschuss für den Damenfußball. Der FVN erhält eine neue Satzung, nachdem bislang die von 1947 fortgeschrieben wurde. Erneut wird ein allgemeinverbindlicher Strafenkatalog für die Nichterfüllung des SR-Solls festgelegt. Der FVN ist der einzige Landesverband, der noch Mannschaftsgelder zahlt: zehn Millionen DM sind es seit 1956. Erstmals findet ein Fußball-Lehrgang für Grundschullehrerinnen statt. Der KBC Duisburg wird Deutscher Pokalsieger der Frauen.
Die FVN B-Jugend spielt am 30. April 1983 unter der Regie von Trainer Engelmann beim internationalen Turnier des Bayerischen Fußballverbandes gegen die Auswahlmannschaften des BFV, die Jugendnationalmannschaft der CSSR und der Auswahl Burgenland. Das Team von Trainer Engelmann setzt sich auf Platz eins mit den folgenden Spielern durch: Oliver Bierhoff (Schwarz-Weiß Essen), Rudi Decker (Hamborn 07), Stefan Schmielewski (MSV Duisburg), Thomas Salomon (Rot-Weiss Essen), Markus Meis (VfB Uerdingen), Martin Friebel (MSV Duisburg), Wolfgang Koth (Rot-Weiss Essen), Guido Huelskath (Borussia Mönchengladbach), Sven Backhaus (Fortuna Düsseldorf), Ulrich Bohnen, Thorsten Schmielewski (MSV Duisburg), Klaus Sent (VfL Rhede), Ralf Liegener (VfB Uerdingen), Dieter Grumke (Fortuna Düsseldorf) und Markus Raves (TV Asberg).
1984
Die zweite Bauphase in Duisburg-Wedau beginnt: Das alte Bettenhaus erhält Umkleide- sowie Lehrräume mit moderner Medienausstattung. In Schulen starten Werbeaktionen für den Mädchenfußball. Horst Schorn scheidet zum Jahresende als Schulleiter aus und wird durch Robert Baues ersetzt.
1985
In Wedau geht man daran, den Leistungssportbereich auszubauen: Hallen für den Tanzsport, Rollsport, Judosport sowie Gymnastik- und Krafträume werden begonnen. Dieter Pauly wird als bester deutscher Schiedsrichter geehrt. Mit Bodo Menze verpflichtet der Verband einen neuen Trainer. Die Niederrhein-Damen gewinnen erneut den Länderpokal. Erfreuliches meldet auch die Jugend: Die A2-Junioren gewinnen das DFB-Turnier in Duisburg. Am Niederrhein wird eine Pokalrunde für Freizeitmannschaften gestartet. Bayer 05 Uerdingen wird DFB-Pokalsieger. KBC Duisburg wird Deutscher Meister bei den Frauen.
1986
Der FVN hat nun 275.000 Mitglieder. Sein erfolgreiches Angebot fasst der Verband erstmals in einem Familiensporttag zusammen, der am 29. Mai 1986 fast 20.000 Besucher nach Wedau zieht. Die Damenauswahl trägt sich zum dritten Male in die Siegerliste des Länderpokals ein. Rolf Göttel löst Willi Helsper als Schiedsrichterobmann ab. Rolf Lüpertz wird Vorsitzender des neuen Schulfußballausschusses. Zwölf Kreisjugendheime mussten bis dato bereits wieder verkauft werden. Der BVL 08 Remscheid gewinnt die deutsche Amateurmeisterschaft.
1987
Der FVN stellt drei Sportlehrer für den Bereich Freizeit- und Breitensport ein, der erstmals einen Lizenzlehrgang „Übungsleiter im Freizeit- und Breitensport“ durchführt.
1988
Das „SR-Masters“-Turnier und zwei Lehrgänge für Mädchen, die bislang noch keinem Vereine angehören, finden erstmals statt. Mit dem F-Schein „Kinder- und Jugendtraining“ gibt es ein neues FVN-Angebot für Jugendbetreuer. „Fußball macht Freude“, ein Technik-Wettbewerb, wird ausgeschrieben. In Düsseldorf nimmt der FVN erstmals an der Messe „aktiv leben“ teil.
1989
Der Verbandstag am 10. Juni wählt Walter Hützen zum neuen Vorsitzenden des Verbandes und würdigt Willi Haneke mit der Ernennung zum Ehren-Vorsitzenden. Albert Otto übernimmt den Bereich Freizeit- und Breitensport von Josef Bowinkelmann, der zum 2. Vorsitzenden gewählt wird. Beim Familiensporttag strömen am 25. Mai 25.000 Besucher in die Sportschule Wedau, die bei der Universiade im August von Sportlern aus aller Welt bewohnt wird. Die FVN-Mädchen belegen den ersten Platz im DFB-Turnier und für die C-Junioren finden erstmals mehrere Talentsichtungscamps in Duisburg statt.

### 1990er
Der FIFA-Schiedsrichter Dieter Pauly beendete 1990 mit der 100. Bundesligapartie seine Bilderbuchkarriere. Der „Tag des Jugendfußballs“ sowie Familiensporttage in Kleve und Willich lockten viele tausend Sportbegeisterte. Zum 25. Mal fand in Wedau ein Schülerlager des Deutschen Fußball-Bundes statt. Beflügelt von einer Gastspielreise nach Malta siegte die Herrenauswahl des FVN im DFB-Länderpokal: In Solingen siegte die Mannschaft von Bodo Menze gegen Hessen mit 5:4 Toren nach Elfmeterschießen. Auch nach der Einheit des deutschen Fußballs blieb der FVN mit 281.318 Mitgliedern sechstgrößter Landesverband des DFB.
1991
Mit dem Projekt „Faszination Fußball“ startete der FVN an einer Duisburger Grundschule eine neue Initiative im Bereich Schule/Verein. 543 Teilnehmer wurden bei den 26 FVN-Lehrgängen in Duisburg gezählt. Auch die dezentrale Lehrarbeit verzeichnete große Erfolge: Seit 1989 wurden bereits 1300 F- und E-Junioren-Trainer ausgebildet. Hans-Jürgen Weber wurde im Juli auf die FIFA-Liste gesetzt. Ein SR-Pilotprojekt an einer Mönchengladbacher Schule brachte dem FVN 64 neue Schiedsrichter. Als Verbandstrainer löste Gerhard Bode Bodo Menze ab, der mit seiner Mannschaft aber noch die Siegerreise nach Chicago/USA antrat.
1992
Nach dem Unglück in Solingen startete der DFB ein Benefizprogramm im Bereich der sozialen Integration. Der FVN rief daraufhin seine Vereine und andere Initiativen auf, ihre Maßnahmen zur Einbindung ausländischer Bürger darzustellen. Internationale Jugendfußballbegegnungen in Frankreich, Dänemark und Holland ergänzten die zahlreichen Fördermaßnahmen im Jugendfußball.
1993
Das Organisationszentrum wurde am 28. März fertig: Die FVN-Geschäftsstelle verließ nach vierzig Jahren das „Haus Niederrhein“ und zog nach Duisburg um. Das vom Lsb ausgerufene „Jahr des Ehrenamtes“ führte auch am Niederrhein zu zahlreichen Werbemaßnahmen: 4500 Verbands- und Vereinsmitarbeiter wurden in verschiedene Aktionen eingebunden. Der FVN-Trainer Karl-Heinz Müller ging nach 29-jähriger Tätigkeit für den FVN in den Ruhestand. Dem Beirat wurden am 11. Dezember erstmals Vorschläge für eine Strukturreform unterbreitet: Der Verzicht auf die Unterteilung in Bezirke und die Reduzierung auf neun Fußballkreise wurde dabei vorgeschlagen.
1994
Nach 23 Jahren trat der Schatzmeister Hermann Beckfeld von seinem Amt zurück. Seine Aufgaben übernahm kommissarisch Werner Blaumeiser. Mit der Fertigstellung der Tennis- und Dreifach-Sporthalle sowie anschließend auch des Saunatraktes fand der 1980 begonnene Ausbau der Sportschule Wedau nun fast seinen Abschluss. Der Lehrausschuss verkündete, dass in 57 Lehrgängen 1200 Vereinsmitarbeiter geschult wurden. In vielen Fußballkreisen kamen durch dezentrale Maßnahmen noch einmal mehrere hundert dazu. Die „Schiedsrichter-Werbewochen“ führten nach einer Podiumsdiskussion, einer einstündigen Live-Übertragung im WDR und nach einem Vereins-Wettbewerb dazu, dass 501 neue Schiedsrichter gemeldet wurden.
Im Bereich der „Sozialen Integration“ kann Walter Hützen 131.000 DM an niederrheinische Initiativen weiterleiten. Die Niederrheinauswahl verzeichnet ihren vierten Sieg im DFB-Länderpokal: Gegen das Rheinland gewinnt die Bode-Elf am 17. Dezember 1994 in Essen verdient mit 1:0. Die „magische Grenze“ ist erreicht: Mit 307.534 Mitgliedern verzeichnet der Verband einen neuen Rekord.
1995
Am 10. Juni 1995 löst der Verbandstag die seit der Gründungszeit bestehenden vier Bezirke Linker und Rechter Niederrhein, Berg-Mark sowie Ruhr auf. Eine Reduzierung der 14 FVN-Kreise hatte der FVN-Beirat bereits im Vorfeld abgelehnt. Der Jugendtag des Verbandes wählt Peter Frymuth am 4. Mai 1995 zum neuen Jugendobmann und Nachfolger von Heinz Göllmann, der zwölf Jahre die Geschicke des niederrheinischen Jugendfußballs leitete. Am 25. Mai 1995 strömen 25.000 Menschen in die Sportschule Wedau, um beim mittlerweile bekannt gewordenen „FVN-Familiensporttag“ dabei zu sein. Kurz darauf findet in Duisburg das erste DFB U19-Damenturnier statt, bei dem die FVN-Auswahl einen guten Platz belegt. Der Jugendfußball am Niederrhein verzeichnet einen großen Aufschwung und begrüßt über 500 neue Mannschaften. Die Herrenauswahl reist erneut in die USA, wo mehrere Spiele auf den Länderpokalsieger warten. Der BROHLER-Cup, eine Oldie-Spielrunde, wird zum Selbstläufer und verzeichnet regelmäßig 200 teilnehmende Mannschaften. Der Jugendbereich bringt erstmals eine Broschüre heraus, in der außersportliche Maßnahmen aufgeführt sind, die zum Erhalt der Jugendlichen in den Vereinen beitragen sollen. Den großen Abschluss des Jahres bildet der DFB-Bundestag, der am 21./22. Oktober 1995 in Düsseldorf stattfindet. Der Fußballverband Niederrhein e. V. wird als Gastgeber der 650 Delegierten hochgelobt.
1996
Der FVN-Jugendfußball ist erfolgreicher denn je: Die D3-Jugend des FC Dülken ist bereits die 5000. Jugendmannschaft im Verbandsgebiet. Erstmals führen alle vierzehn FVN-Kreise eigene „Tage des Jugendfußballs“ mit insgesamt 100.000 Besuchern durch. Ein Feriencamp, das der FVN gemeinsam mit UMBRO und der NRZ anbietet, wird ebenfalls ein großer Erfolg. Das gilt auch für den Wettbewerb „Kinder stark machen“: FVN-Vereine gewinnen dabei 50 % der bundesweit ausgelobten Preise. Viel Lob erntet der „Tag des Mädchenfußballs“, der diesmal in Moers stattfindet. Der SV Straelen eröffnet am 22. April 1996 als erster FVN-Verein ein Teilinternat Fußball. Die FVN-Frauen gewinnen durch ein 3:2 in Hessen zum fünften Mal den DFB-Länderpokal. Der Bereich Breitensport freut sich über die Übungsleiter-Lizenz Nr. 200. Im Schiedsrichterwesen befasst sich das „Konzept 2.000“ mit Möglichkeiten des Erhalts und Gewinns von Schiedsrichtern. FVN-Spielerin Martina Voss wird zur „Fußballerin des Jahres“ gewählt. Erstmals finden dezentrale „Lehrgänge Öffentlichkeitsarbeit“ statt. Die Sportschule Wedau geht am 1. Oktober 1996 ins Internet.
1997
Die FVN-Frauen kehren Anfang Januar von einer erlebnisreichen Reise aus Birmingham/Alabama zurück. Viel Prominenz erscheint am 18. Januar zum Festakt aus Anlass des 50. Geburtstages des FVN in der Duisburger Rheinhausenhalle. Der Verband vergibt bereits seine 500. Jugendleiter-Lizenz. Erstmals findet in Wedau die „Talentschau des deutschen Fußballs“ mit den besten U19-Fußballern statt. Die Schiedsrichter des FVN entwickeln ein eigenes Logo. Rekord beim „Tag der offenen Tür“: 25.000 bevölkern die Sportschule Wedau. Mit den neuen Feriencamps und mit einem Zuschussprogramm für Kleinfeldtore landet der FVN weitere Volltreffer. Mit 342.225 Mitgliedern ist er weiterhin der sechstgrößte Fußball-Landesverband. Bundesweit startet die „Aktion Ehrenamt“ des DFB. Das Jahr endet mit einer bemerkenswerten Schiedsrichteraktion in Leverkusen („Ich bin gerne Schiedsrichter“), zu der 10.000 Menschen erscheinen.
1998
Im Januar startet der Umbau und Ausbau der Sportschul-Küche. Zwölf Niederrheiner erhalten den DFB-Ehrenamtspreis 1997. Überall am Niederrhein findet am 14. und 15. März der „Tag des Schiedsrichters“ statt, der viel zum positiven Image der Referees beiträgt. Nach Düsseldorf im Vorjahr führt der FVN sein Schulprojekt diesmal in Mönchengladbach durch. 347.994 Mitglieder bedeuten einen neuen Rekord im FVN. Novum: Mit dem MSV und FCR Duisburg stehen gleich zwei Vereine aus einem Ort im DFB-Pokalendspiel: Der FCR gewinnt, der MSV verliert knapp gegen Bayern München. Beim Verbandstag am 6. Juni in Duisburg erhält der neue Ehrenringträger Walter Hützen bei seiner Wahl zum Präsidenten erneut das einstimmige Vertrauen der Delegierten. Albert Otto (Wuppertal), Bruno Rudloff (Essen) und Walter Wenzel (Moers) werden neue Ehrenmitglieder des Verbandes. DFB-Präsident Egidius Braun weiht am 30. September den siebten Rasenplatz in der Sportschule Wedau ein. Beim „Tag des Freizeitfußballs“ am 17. Oktober macht der FVN gelungene Werbung. Für die niederrheinischen Schiedsrichter überreicht VSO Rolf Göttel am 28. Oktober eine Spende über 15.989,26 DM an die Aktion medeor.
1999
Beim „Schiedsrichter-Masters“ in Moers gelingt den Referees aus Duisburg/Mülheim/Dinslaken der Hattrick. Wiederum sind zwölf verdiente Helfer aus dem FVN zu „Ehrenamtler/innen des Jahres“ berufen worden. Die modernisierte Küche der Sportschule Wedau kann am 4. Januar ihrer Bestimmung übergeben werden. Ralf Peter ergänzt ab April den Trainerstab des FVN. FIFA-Schiri Hans-Jürgen Weber pfeift nach 21 Jahren Bundesliga sein letztes Spiel. Martina Voss erlebt im Oktober ihr erstes DFB-Länderpokalturnier als FVN-Trainerin und landet auf Platz acht. Der DFB startet ein breitangelegtes Förderprogramm mit 121 Stützpunkten und 242 Honorartrainern. Beim „Tag des Freizeitfußballs“ in Wedau versprühen 47 Teams Fußballspaß. Zwei Vorgänge mit massiver Gewalteinwirkung gegen Schiedsrichter sorgen für große Aufregung und zahlreiche Reaktionen. Der FVN-Beirat stimmt kurz danach einem Anti-Gewalt-Maßnahmenkatalog zu.

### 2000er
Der DFB feiert in Leipzig seinen 100. Geburtstag. Remscheid siegt beim „Schiedsrichter-Masters“. Elf Niederrheiner (sechs davon landen im DFB-Klub der Besten) werden „Ehrenamtler des Jahres“. In Duisburg ist der FVN erstmals Gastgeber bei einem Dankeschönlehrgang mit Gästen aus dem Rheinland, Saarland und Südwest. Der FCR Duisburg gewinnt am 16. April seine erste deutsche Meisterschaft. In Oberhausen eröffnet die Fußball-Ausstellung „Der Ball ist rund“. Auch die sechste Auflage des Familiensporttages bringt mit 20.000 Besuchern einen Riesenerfolg für den FVN. Restlos begeistert sind auch rund 1.800 Kinder beim „Sepp-Herberger-Tag“ in Borth. Mit Handzetteln und Plakaten wendet sich der Verband vor Saisonbeginn an alle Vereine und gegen die Gewalt. Großartige Eigenwerbung sind wiederum drei große Feriencamps für 9- bis 13-jährige Jungen in Wedau. 328.311 Mitglieder bedeuten einen deutlichen Einbruch für den FVN. Die drei Niederrheinspielerinnen Inka Grings, Maren Meinert und Melanie Hoffmann gewinnen bei der Olympiade in Sydney die Bronzemedaille. In Mainz beschließt der außerordentliche Bundestag des DFB eine historische Strukturreform und die Gründung eines eigenständigen Ligaverbandes. Die FVN-Frauen werden beim Länderpokal-Turnier in Duisburg Vize-Meister.
2013 wird Peter Frymuth zum neuen Verbandspräsidenten gewählt und wird Nachfolger von Walter Hützen, der dem Verband seit 1989 vorstand und fortan als Ehrenpräsident fungiert.

## Gliederung

### Fußballkreise
Das Verbandsgebiet gliedert sich in 13 Fußballkreise:
- Kreis Düsseldorf
- Kreis Solingen
- Kreis Wuppertal/Niederberg
- Kreis Mönchengladbach/Viersen
- Kreis Grevenbroich/Neuss
- Kreis Kempen/Krefeld
- Kreis Moers
- Kreis Kleve/Geldern
- Kreis Duisburg/Mülheim/Dinslaken
- Kreis Oberhausen/Bottrop
- Kreis Rees/Bocholt
- Kreis Essen
- Kreis Remscheid

## Ligasysteme

### Männerfußball
Die höchste Spielklasse im Herrenbereich ist die Oberliga Niederrhein, deren Meister in die Regionalliga West aufsteigt.
| Stufe                                                   | Liga                                                        | Liga                                 | Liga                                 | Liga                                 | Liga                                 | Liga                                 |
| ------------------------------------------------------- | ----------------------------------------------------------- | ------------------------------------ | ------------------------------------ | ------------------------------------ | ------------------------------------ | ------------------------------------ |
|                                                         | ↑ 1 Aufsteiger                                              |                                      |                                      |                                      |                                      |                                      |
| 5                                                       | Oberliga Niederrhein 18 Mannschaften                        | Oberliga Niederrhein 18 Mannschaften | Oberliga Niederrhein 18 Mannschaften | Oberliga Niederrhein 18 Mannschaften | Oberliga Niederrhein 18 Mannschaften | Oberliga Niederrhein 18 Mannschaften |
|                                                         | ↓ 4 Absteiger                                               |                                      |                                      |                                      |                                      |                                      |
|                                                         | ↑ 2–5 Aufsteiger 1                                          |                                      |                                      |                                      |                                      |                                      |
| 6                                                       | Landesliga Gruppe 1 18 Mannschaften                         | Landesliga Gruppe 1 18 Mannschaften  | Landesliga Gruppe 1 18 Mannschaften  | Landesliga Gruppe 2 18 Mannschaften  | Landesliga Gruppe 2 18 Mannschaften  | Landesliga Gruppe 2 18 Mannschaften  |
|                                                         | ↓ 7–10 Absteiger 2 + 2 Teilnehmer an einer Relegationsrunde |                                      |                                      |                                      |                                      |                                      |
| ↑ 6 Aufsteiger + 6 Teilnehmer an einer Relegationsrunde |                                                             |                                      |                                      |                                      |                                      |                                      |
| 7                                                       | Bezirksliga Gruppe 1 18 Mannschaften                        | Bezirksliga Gruppe 2 18 Mannschaften | Bezirksliga Gruppe 3 18 Mannschaften | Bezirksliga Gruppe 4 18 Mannschaften | Bezirksliga Gruppe 5 18 Mannschaften | Bezirksliga Gruppe 6 18 Mannschaften |
|                                                         | ↓ 21 Absteiger                                              |                                      |                                      |                                      |                                      |                                      |

### Frauenfußball
Die höchste Spielklasse der Frauen ist die Niederrheinliga, deren Meister in die Regionalliga aufsteigt.
| Stufe | Liga                                 | Liga                                 | Liga                                 | Liga                                 | Liga                                 | Liga                                 | Liga                                 | Liga                                 |
| ----- | ------------------------------------ | ------------------------------------ | ------------------------------------ | ------------------------------------ | ------------------------------------ | ------------------------------------ | ------------------------------------ | ------------------------------------ |
| 4     | Niederrheinliga 14 Mannschaften      | Niederrheinliga 14 Mannschaften      | Niederrheinliga 14 Mannschaften      | Niederrheinliga 14 Mannschaften      | Niederrheinliga 14 Mannschaften      | Niederrheinliga 14 Mannschaften      | Niederrheinliga 14 Mannschaften      | Niederrheinliga 14 Mannschaften      |
| 5     | Landesliga Gruppe 1 14 Mannschaften  | Landesliga Gruppe 1 14 Mannschaften  | Landesliga Gruppe 1 14 Mannschaften  | Landesliga Gruppe 1 14 Mannschaften  | Landesliga Gruppe 2 14 Mannschaften  | Landesliga Gruppe 2 14 Mannschaften  | Landesliga Gruppe 2 14 Mannschaften  | Landesliga Gruppe 2 14 Mannschaften  |
| 6     | Bezirksliga Gruppe 1 14 Mannschaften | Bezirksliga Gruppe 1 14 Mannschaften | Bezirksliga Gruppe 2 14 Mannschaften | Bezirksliga Gruppe 2 14 Mannschaften | Bezirksliga Gruppe 3 14 Mannschaften | Bezirksliga Gruppe 3 14 Mannschaften | Bezirksliga Gruppe 4 14 Mannschaften | Bezirksliga Gruppe 4 14 Mannschaften |
| 7     | Kreisliga Gruppe 1                   | Kreisliga Gruppe 2                   | Kreisliga Gruppe 3                   | Kreisliga Gruppe 4                   | Kreisliga Gruppe 5                   | Kreisliga Gruppe 6                   | Kreisliga Gruppe 7                   | Kreisliga Gruppe 8                   |

## Vereine des FVN in höheren Ligen | Saison 2025/26

### Männer-Fußball
| Nationale Ligaebene | Bezeichnung       | Anzahl | Vereine |
| ------------------- | ----------------- | ------ | --- |
| 1                   | 1. Bundesliga     | 1      | Borussia Mönchengladbach                                                                                             |
| 2                   | 2. Bundesliga     | 1      | Fortuna Düsseldorf                                                                                                   |
| 3                   | 3. Liga           | 1      | Rot-Weiss Essen, MSV Duisburg                                                                                        |
| 4                   | Regionalliga West | 6      | Wuppertaler SV, Rot-Weiß Oberhausen, Borussia Mönchengladbach II, Fortuna Düsseldorf II, 1. FC Bocholt, SSVg Velbert |

### Frauen-Fußball
| Nationale Ligaebene | Bezeichnung              | Anzahl | Vereine                                                                         |
| ------------------- | ------------------------ | ------ | ------------------------------------------------------------------------------- |
| 1                   | 1. Frauen-Bundesliga     | 1      | SGS Essen                                                                       |
| 2                   | 2. Frauen-Bundesliga     | 1      | Borussia Mönchengladbach                                                        |
| 3                   | Frauen-Regionalliga West | 5      | SGS Essen II, VfR Warbeyen, Borussia Mönchengladbach II, GSV Moers, SV Deutz 05 |

### Männer-Futsal
| Nationale Ligaebene | Bezeichnung       | Anzahl | Fußballverband Niederrhein |
| ------------------- | ----------------- | ------ | -------------------------- |
| 1                   | Futsal-Bundesliga | 2      |                            |
| 2                   | Futsal-Liga West  | 2      | FC Niederrhein Soccer      |

## Verbandspokal
Der FVN ist Ausrichter des Niederrheinpokals. Der jeweilige Verbandspokalsieger hat die Startberechtigung für den DFB-Pokal.

## Sportschule Wedau
Am 1. Januar 1978 übernahm der Fußballverband Niederrhein die Trägerschaft über die Sportschule Wedau in Duisburg. Hier werden neben Sportlehrgängen auch Trainer und Schiedsrichter ausgebildet. Darüber hinaus dient die Sportschule auch als Begegnungsstätte. Regelmäßig finden hier für sportlich ambitionierte Kinder und Jugendliche auch Feriencamps statt.